# Bhalil
Bhalil è una città del Marocco, nella provincia di Sefrou, nella regione di Fès-Meknès.
La città è anche conosciuta come al-Bahālīl, Behalil, Bahlil.